# Tongoloa souliei
Tongoloa souliei är en flockblommig växtart som först beskrevs av H.Boissieu, och fick sitt nu gällande namn av H.Wolff. Tongoloa souliei ingår i släktet Tongoloa och familjen flockblommiga växter. Inga underarter finns listade i Catalogue of Life.